# Хенри Джордж
Хенри Джордж (на английски: Henry George) е американски общественик, публицист и политик, основоположник на икономическата теория на джорджизма.

## Биография
Роден е на 2 септември 1839 г. във Филаделфия в семейството на издател на религиозни текстове. Напуска училище на 14 години и работи на различни места, докато се установява в Калифорния и става последователно печатар, журналист и издател на вестници. През 1879 г. издава най-известната си книга, „Прогрес и бедност“, в която защитава идеята за замяна на всички данъци с единен данък върху стойността на земята. През 1880 година се установява в Ню Йорк, а през 1886 г. е втори на изборите за кмет на града като кандидат на Обединената партия на труда.
През 1897 г. Хенри Джордж отново е кандидат за кмет на Ню Йорк, но умира на 29 октомври, в навечерието на изборите.